# Sara González Rodríguez
Sara Gonzalez Rodriguez, citata anche come Sara Tui (Tui, 23 maggio 1989), è una calciatrice e giocatrice di beach soccer spagnola, di ruolo centrocampista. È stata campionessa del mondo di beach soccer femminile 2019.

## Palmarès
- Campionato italiano di Serie B: 1

Napoli: 2022-2023